# تحت الوصاية (مسلسل)
تحت الوصاية هو مسلسل دراما مصري عُرض في رمضان 1444 هـ/2023. المسلسل من تأليف شيرين دياب وخالد دياب وإخراج محمد شاكر خضير وبطولة منى زكي ودياب وأحمد خالد صالح ونهى عابدين ورشدي الشامي ومها نصار وخالد كمال.

## قصة المسلسل
في إطار درامي، تدور أحداث المسلسل حول امرأة تقوم بإعالة أسرتها من خلال امتلاكها مركب صيد وتعمل في توريد السمك والجمبري، ثم تواجه عدة مشاكل وخلافات في محيطها الأسري والعملي فتسعى للتصدي لها.

## طاقم التمثيل
- منى زكي (حنان / ليلى)
- دياب
- أحمد خالد صالح
- رشدي الشامي
- نهى عابدين
- خالد كمال
- مها نصار

## فريق العمل
- تأليف: شيرين دياب، خالد دياب
- إخراج: محمد شاكر خضير
- إنتاج: ميديا هب - سعدي جوهر
- موسيقى تصويرية: ليال وطفة